# 塞茜爾·基延格
塞茜尔·基延格（義大利語：Cécile Kyenge，發音：[seˈsil ˈkjɛŋɡe]；1964年8月28日—）是義大利一體化部長，成為義大利的第一個非裔部長，出生於剛果民主共和國。她提出凡在義大利出生者，就能取得義大利公民權的提案，讓移民者能更容易成為公民。
自1983年以來，她一直住在義大利，為一名合格的眼科醫生。

## 外部連結
- 塞茜爾·基延格的X（前Twitter）
- Profile on the Italian parliament's website （页面存档备份，存于）